# الهوية (فلم)
الهوية (بالإنجليزية: the identity) فيلم درامي روائي للمخرج غسان شميط، يتحدث عن التمسك بالهوية العربية في وجه محاولات فرض الهوية الإسرائيلية.

## قصة الفيلم
من خلال مبدأ تناسخ الأرواح، (عهد) شاب يعمل في صناعة الفخار يعيش في إحدى قرى شمال فلسطين مع أسرته، فتلاحقه الذاكرة بهواجس حول حياة أخرى في مكان آخر، يسمع من خلال مكبرات الصوت عن جنازة شيخ جليل في إحدى قرى الجولان، فيقرر السفر إلى هناك ويفاجئ أن الشيخ هو أبوه، وأن اسمه (فواز)، وأنه كان يحب فتاة من أهل القرية تدعى (سلمى)، رفض أهلها تزويجها له فانتحر ليلة عرسها، وتناسخت روحه في شخصية (عهد)، يقابل أمه وأخواته ويتعرفن عليه، ويشارك مع أهل القرية في مسيرة لحرق الهويات الإسرائيلية، ثم يطلق عليه الإسرائيليون النار.

## طاقم العمل
- جهاد الزغبي
- سلمى المصري
- عبد الرحمن أبو القاسم
- زيناتي قدسية
- فيلدا سمور
- قيس شيخ نجيب
- سلاف فواخرجي
- مروة الأطرش
- كريستين شحود

## وصلات خارجية
- مقالات تستعمل روابط فنية بلا صلة مع ويكي بيانات